# ياكوب لينسكي
ياكوب لينسكي (16 ديسمبر 1988 بفانكوفر في كندا - ) هو لاعب كرة قدم كندي في مركز الوسط. شارك مع منتخب كندا تحت 20 سنة لكرة القدم ومنتخب جمهورية التشيك تحت 21 سنة لكرة القدم. أما مع النوادي، فقد لعب مع فاينورد ونادي أوترخت.

## وصلات خارجية
- ياكوب لينسكي على موقع الاتحاد الأوربي (الإنجليزية)
- ياكوب لينسكي على موقع الاتحاد التشيكي (الإنجليزية)
- ياكوب لينسكي على موقع إي إس بي إن إف سي (الإنجليزية)
- ياكوب لينسكي على موقع قاعدة بيانات كرة القدم.إي يو (الإنجليزية)